# Хмільницький район (1923—2020)
Хмі́льницький райо́н — колишній район в Україні на північному заході Вінницької області. Межував з територіями Житомирської області, Літинським, Козятинським і Калинівським районами Вінницької області. Адміністративний центр — місто Хмільник. Населення становило 188 300 (01.01.2018).

## Географія
Район був розташований на Волино-Подільському плато у південно-західній частині Українського кристалічного щита. Південна частина району характеризується розвинутою яругобалковою системою, північна — рівнинна. Із заходу на схід територію району перетинає річка Південний Буг. Найбільші притоки річки: Згар, Хвоса, Снивода, Бобринка. Ширина річки в окремих місцях до 35 метрів, глибина до 4 метрів. Загальна довжина річок району 135,8 км, струмків — понад 500 км. На річках створено 162 водоймища загальною площею 1326 га.
Територія Хмільницького району являла собою рівнину з південно-східним нахилом, з найвищою відміткою поверхні 300 метрів. Рельєф території носить водно-ерозійний характер. Район розташований на південно-західній частині Українського кристалічного щита, який являє собою докембрійську складчасту структуру, складену гранітами, гранітно-гнейсами та кристалічними сланцями.
На території району розвідано залягання суглинків, будівельного каменю, родовищ мінеральних вод і торф'яних грязей.
Деревинна рослинність розташована окремими масивами і представлена широколистим дубово-грабовими насадженнями із сумішшю клена, ясена, осики, берези. З кущів розповсюджена ліщина, шипшина.
Клімат району помірно-континентальний з вологою нестійкою зимою і теплим літом.

## Історія
1 листопада 1921 року під час Листопадового рейду через Педоси, Лозову, Чудинівці, Крупин, Куманівці теперішнього Хмільницького району проліг шлях Подільської групи (командувач Михайло Палій-Сидорянський) Армії Української Народної Республіки.
Район створено 7 березня 1923 року у складі Вінницької округи Подільської губернії — 
з волостей Хмільницької та Кожухівської колишнього Літинського повіту.

## Адміністративний устрій
Район адміністративно-територіально поділяється на 30 сільських рад, які об'єднують 80 населений пункт та підпорядковані Хмільницькій районній раді. Адміністративний центр — місто Хмільник, яке має статус міста обласного значення, тому не входить до складу району.

## Економіка

### Промисловість
Підсумки роботи промислових підприємств району за 2010 рік свідчать про те, що протягом звітного періоду відбувся ріст темпів виробництва промислової продукції проти відповідного періоду минулого року на 29,2%.
За період з початку року промисловими підприємствами району вироблено продукції на суму 214 млн. 334 тис. грн., у діючих цінах, що на 48 млн. 398 тис. грн. більше, ніж за відповідний період минулого року.
Наслідки фінансово-економічної кризи відчули на собі підприємства будівельної галузі району, коли вироблену продукцію стало неможливо реалізувати через відсутність попиту на неї на ринку.
ТОВ «Качанівський цегельний завод» з початку року виробив 10,6 млн шт. цегли на суму 11 млн. 31 тис. грн., що становить 114,5% до відповідного періоду минулого року. У квітні підприємство зупинялося в зв'язку з необхідністю проведення реконструкції печі по випалюванню цегли. Нині робота підприємства відновлена. Проведена реконструкція дала змогу зменшити затрати газу на виробництво продукції і знизити собівартість. Однією з головних проблем підприємства є низькі обсяги реалізації готової продукції. Робота на склад призводить до збитковості підприємства. Так, станом на 1.01.2011 року залишки виробленої продукції на складі становили 2,6 млн шт. Але завдяки роботі, що проводиться керівництвом підприємства питання реалізації поступово вирішується.
ТОВ «Уланівське заводоуправління» — сезонне підприємство, яке розпочало роботу у червні місяці поточного року у зв'язку з великими залишками цегли, виробленої у 2009 році. За 2010 рік вироблено 1 млн. 582 тис. шт. цегли на суму 1 млн. 166 тис. грн. Станом на 1.01.2011 року залишок цегли на підприємстві становив 200 тис. шт.
ВАТ «Уланівський Агромаш» значно покращив роботу. В результаті надходження замовлень на ремонт сільськогосподарської техніки, на виготовлення молокоприймальних пунктів. Обсяг виробництва за рік склав 1 млн. 107 тис. грн., що більше у 5 разів, ніж у минулому році. Підприємство вишукує можливості по освоєнню нових видів діяльності. Так, з метою надання послуг, на його базі встановлено обладнання по діагностиці автомобілів при проходженні технічних оглядів, створено станцію технічного обслуговування автомобілів, розроблено нову конструкцію котла по спалюванню соломи і преса для виготовлення солом'яних брикетів.
ТОВ «Хмільницький завод залізобетонних виробів» нині є дільницею ТОВ «Гніванський гранітний кар'єр». Підприємство розпочало роботу у березні поточного року у зв'язку з неможливістю виготовлення залізобетону при мінусовій температурі. Тому за рік вироблено продукції на суму 1 млн. 590 тис. грн. проти 1 млн. 964 тис. грн. у минулому році, або 80,9%.
ВП «Жданівський цукровий завод» ТОВ «Хмільницьке» — сезонне підприємство по виробництву цукру є виробничим підрозділом ТОВ «Хмільницьке», що об'єднало промисловість і сільське господарство. Це дало змогу в минулому році заготовити 293,7 тис. тонн цукросировини і виробити 37 тис. 772 тонни цукру. Обсяг виробленої продукції склав 199 млн. 438 тис. грн., що становить 130,4% до минулого року.

### Підприємництво
Одним з основних шляхів розв'язання проблем в питанні зайнятості населення є розвиток малого підприємництва. В районі проводиться цілеспрямована робота по сприянню розвитку підприємницької діяльності. З цією метою в районі розроблена і діє «Програма розвитку малого підприємництва на 2011–2012 роки».
З метою спрощення дозвільних процедур створено Єдиний реєстраційно-дозвільний центр.
Станом на 1 січня 2011 р. в районі зареєстровано 87 суб'єктів малого підприємництва (МП) різної організаційної форми, з яких діє — 72 та 1114 діючих суб'єктів підприємницької діяльності фізичних осіб. На десять тисяч наявного населення району припадає 18,5 одиниць МП.
За рік у районі зареєстровано 4 суб'єкти підприємницької діяльності юридичних осіб і 157 — фізичних осіб. У районі діє 82 фермерських господарства. Площа сільськогосподарських угідь становить 8 тис. 528 га.

## Транспортна інфраструктура
Територію району проходять такі автошляхи: Р31, Т 0219 та Т 0610.
Одна залізнична станція Новодубрівка та два зупинних пункти: Курилівка та Соломірка.

## Пам'ятки
У Хмільницькому районі Вінницької області під обліком перебуває 109 пам'яток історії.
У Хмільницькому районі Вінницької області під обліком перебуває 52 пам'ятки археології.
У Хмільницькому районі Вінницької області під охороною держави знаходиться 1 пам'яток архітектури і містобудування, що має національне значення.

## Персоналії
- Мовчанюк Григір Павлович (1942 р.н.) — поет, літературознавець, перекладач.
- Paul Krenz (Надкреничний Павло Іванович) — німецький художник українського (нар. у с. Соколова. Хмільницького р-ну. Він обл.) походження. Основоположник художнього стилю «Holzmalerei» де за основу береться природний малюнок дерева[4]

### Почесні громадяни району
- Абович Ісак Михайлович - народився 29.06.1937 р. у м. Хмільник, працював керівником «Хмільницьких електромереж», має звання «Заслужений енергетик України». Звання «Почесний громадянин району» присвоєно рішенням 12 сесії районної ради 4 скликання № 180 від 17.06.2004 року.
- Вільчинський Володимир Тадейович - народився 02.04.1931 р. в с. Федорівка, Шаргородського району, Вінницької області, з 1968 року, протягом 38 років, працював керівником колгоспу «Дружба» с. Уланів. За високі трудові показники і досягнення нагороджений багатьма орденами і медалями. Йому присвоєно звання Героя Соціалістичної праці. Володимир Тадейович є кавалером 3-х орденів Леніна. Має звання «Заслужений працівник сільського господарства». Звання «Почесний громадянин району» присвоєно рішенням 6 сесії районної ради 4 скликання № 94 від 12.06.2003 року.
- Гуменюк Володимир Сергійович - директор філії ім. Мічуріна ПрАТ «Зернопродукт МХП». Звання «Почесний громадянин району» присвоєно рішенням 27 сесії районної ради 6 скликання № 407 від 17.07.2015 року.
- Гунько Петро Маркович - народився 01.07.1949 р. в с.Прилуцьке, Калинівського району. Впродовж 10 років працював завідувачем відділення та головним лікарем санаторію «Хмільник». З 1992 р. - протягом майже 19 років - головний лікар Вінницької обласної клінічної лікарні ім. М.І.Пирогова. 2010 року призначений Генеральним директором Національного музею - садиби М.І.Пирогова, Кандидат медичних наук, доцент, Заслужений лікар України, лауреат Державної премії України в галузі науки і техніки, депутат обласної ради 3-х скликань. Звання «Почесний громадянин району» присвоєно рішенням 23 сесії районної ради 5 скликання № 362 від 29.09.2009 року.
- Дорош Микола Никифорович - народився в 01.01.1951 р. в с. Воронівці, Хмільницького району, краєзнавець, директор Воронівської загальноосвітньої школи І-ІІ ст. Вніс вагомий внесок у проведення досліджень та пошукових робіт щодо встановлення достовірної інформації про кількість жертв Голодомору 1932-1933 років, вів активну роботу у формуванні регіональної Книги пам’яті. Успішно досліджує історію Хмільницького краю. Автор багатьох статей, книг, публікацій. Зокрема, «Зламані колоски», «Чорні покоси», «Запланований мор», а також праці «Сталінські репресії» та ін. Член Національної спілки журналістів та Національної спілки краєзнавців України.  Звання «Почесний громадянин району» присвоєно рішенням 12 сесії районної ради 4 скликання № 180 від 17.06.2004 року.
- Звєрков Євгеній Миколайович - народився 23.06.1951 р. в с.Дібрівка Хмільницького району. Генеральний директор ТОВ «Хмільницьке». Очолювана ним агрофірма працює у сфері цукрового та сільськогосподарського виробництва, де є незаперечним лідером. За сумлінну працю Звєркову Є.М. присвоєно звання «Заслужений працівник сільського господарства», нагороджено відзнакою «Знак пошани», медаллю «За трудову доблесть», неодноразово Подяками Міністра аграрної політики та Національної асоціації цукровиків України. Значну увагу приділяє благодійній та меценатській діяльності. Звання «Почесний громадянин району» присвоєно рішенням 20 сесії районної ради 6 скликання №307 від 23.05.2013 року.
- Луків Микола Володимирович - народився 06.01.1949 р. в с. Куманівці, Хмільницького району. Лауреат Міжнародної премії імені Григорія Сковороди, премій імені Миколи Островського, Гулака-Артемовського, Всеукраїнської премії ім. Вернадського. За плідну творчу працю нагороджений орденом «За заслуги» II ступеня, орденом Святого Володимира. Заслужений діяч мистецтв України, академік Української екологічної академії наук, понад двадцять років очолює всеукраїнський літературно-художній та суспільно-політичний журнал «Дніпро». Автор двох десятків поетичних збірок. Звання «Почесний громадянин району» присвоєно рішенням 6 сесії районної ради 4 скликання № 94 від 12.06.2003 року.
- Каленіченко Віталій Олександрович - народився 01.06.1938 р. в с.м.т. Олександрівка, Олександрівського району, Кіровоградської області, впродовж 21 року працював головним лікарем обласної фізіотерапевтичної лікарні в м.Хмільнику. Заслужений лікар України, Почесний ветеран України, Віталій Олександрович, очолює районну організацію ветеранів України. Звання «Почесний громадянин району» присвоєно рішенням 6 сесії районної ради 4 скликання № 94 від 12.06.2003 року.
- Катеринчук Микола Дмитрович - народився 19.11.1967 р. в с. Лугове, Тальменського району, Алтайського краю, кандидат юридичних наук; Народний депутат України. Має Орден "За заслуги” III ст. Звання «Почесний громадянин району» присвоєно рішенням 16 сесії районної ради 4 скликання № 230 від 29.04.2005 року.
- Куровський Іван Іванович - народився 28.06.1951 р. в с.Скаржинці, Хмільницького району, Народний депутат України, член Комітету Верховної Ради з питань бюджету. Заслужений будівельник України, Лауреат державної премії України в галузі архітектури. Має Ордени "За заслуги” ІІ та ІІІ ступенів. За його сприяння село Скаржинці стало своєрідною перлиною Подільського краю. Сьогодні до такого ж рівня поступово піднімається і село Терешпіль.  Звання «Почесний громадянин району» присвоєно рішенням 26 сесії районної ради 5 скликання № 412 від 14.05.2010 року.
- Михальчук Анатолій Миколайович - народився 01.11.1932 р. в с. Червона Трибунівка, Калинівського району, працював на посаді начальника Хмільницького управління сільського господарства, голови райвиконкому та першого секретаря Хмільницького міськкому Компартії України. За вагомий внесок в соціально-культурний розвиток міста та району Анатолій Миколайович нагороджений орденами „Трудового Червоного Прапора”, „Знак пошани”, медалями.  Звання «Почесний громадянин району» присвоєно рішенням 6 сесії районної ради 4 скликання № 94 від 12.06.2003 року.
- Федоришин Василь Семенович - народився 25.04.1954 р. в с.Маркуші, Хмільницького району, начальник управління спільної комунальної власності територіальних громад Вінницької області, голова Хмільницького земляцтва на Вінниччині, депутат обласної ради від нашого району.     Звання «Почесний громадянин району» присвоєно рішенням 21 сесії районної ради 5 скликання № 362 від 28.05.2009 року.
- Хижняк Віталій Михайлович - народився 25.10.1934 р. в с.Чуків, Немирівського району, депутат Верховної Ради України І скликання. Понад 40 років його життєві сили, знання, розум, наснага та високі моральні якості слугували загальній справі - втіленню державної політики, спрямованої на розвиток територій Хмільницького та Немирівського регіонів, а відтак, вітчизняної економіки, відродження національної культури та духовності. Звання «Почесний громадянин району» присвоєно рішенням 23 сесії районної ради 5 скликання № 362 від 29.09.2009 року.
- Юрчишин Петро Васильович - народився 13.07.1958 р. в м. Антрацит Луганської області. Директор АПНВП «Візит», нагороджений почесною грамотою Кабінету міністрів України, «Заслужений працівник сільського господарства». Багато уваги приділяє меценатській та спонсорській діяльності. Звання «Почесний громадянин району» присвоєно рішенням 20 сесії районної ради 6 скликання №307 від 23.05.2013 року.
- Стукан Віктор Євграфович - народився 18 червня 1960 р. в с. Малий Митник. Скульптор, автор пам’ятника Т.Шевченко у Хмільнику. Його роботи не тільки у Хмільницькому районі, а й Вінницькій, Житомирській, Хмельницькій, Сумській, Харківський, Черкаській областях та в республіці Білорусь. Звання «Почесний громадянин району» присвоєно рішенням 7 сесії районної ради 7 скликання №117 від 07.07.2016 року.

## Політика
25 травня 2014 року відбулися Президентські вибори України. У межах Хмільницького району були створені 74 виборчі дільниці. Явка на виборах складала — 73,43% (проголосували 21 862 із 29 772 виборців). Найбільшу кількість голосів отримав Петро Порошенко — 61,30% (13 402 виборців); Юлія Тимошенко — 22,26% (4 866 виборців), Олег Ляшко — 6,28% (1 374 виборців), Анатолій Гриценко — 2,75% (601 виборців). Решта кандидатів набрали меншу кількість голосів. Кількість недійсних або зіпсованих бюлетенів — 0,75%.